# سیاست‌گذاری عمومی
سیاست‌گذاری عمومی، مجموعه‌ای از اقدامات است که بر اساس خردگرایی کامل یا محدود طی فرایندی به انجام رسیده‌اند که متشکل از اقدامات سیاستی و سیاسی برای حل یک مسئله(مشکل) است. این اقدامات را می‌توان به عنوان فرایند سیاستگذاری قلمداد نمود و آن را همچون مجموعه‌ای از مراحل زمان‌بندی شده به هم مرتبط مجسم کرد: تهیه دستور کار، تدوین و تنظیم سیاست، اتخاذ سیاست، تحقق سیاست، برآورد سیاست.
امروزه سیاست گذاری عمومی پیوند محکمی با مباحث حقوق عمومی در سراسر جهان برقرار نموده است. در یک تعریف تخصصی از حقوق عمومی که به جایگاه اجتماعی علم حقوق و مباحث حقوق عمومی توجه بیشتری دارد، حقوق عمومی «دانش و فن تنظیم روابط کلان اجتماعی میان افراد جامعه و قدرت عمومی (دولت و حاکمیت) با استفاده از ابزارها و ضوابط حقوقی و با هدف تأمین نظم عمومی، عدالت و امنیت عمومی است»

## دانشگاه های ارائه دهنده رشته سیاست گذاری عمومی
تا قبل از سال 1400 این رشته فقط در دانشکده علوم سیاسی دانشگاه تهران ارائه میشد. اما از مهر ماه سال 1400 دو دانشگاه شهید باهنر کرمان و دانشگاه علامه طباطبائی نیز این رشته را ارائه دادند و اقدام به جذب دانشجو کردند. 
دانشگاه تهران با 3 عضو هیئت علمی تخصصی شامل 1 استاد، 1 دانشیار و 1 استادیار در این رشته دانشجو می پذیرد.
دانشگاه شهید باهنر کرمان با 2 عضو هیئت علمی تخصصی شامل 1 دانشیار و 1 استادیار در این رشته دانشجو می پذیرد.
دانشگاه علامه طباطبایی نیز از سال 1403 با 1 عضو هیئت علمی استادیار در این رشته دانشجو می پذیرد.  
این رشته در ۸ واحد دانشگاه آزاد اسلامی نیز برقرار بوده و در حال پذیرش دانشجو است.   

## مراحل سیاست‌گذاری
تهیه دستور کار
مقامات منتخب مشکلات را در دستور کار عمومی قرار می‌دهند. به بسیاری از مشکلات اصلاً پرداخته نخواهد شد و سایر مشکلات نیز پس از مدت طولانی بررسی خواهند شد.

### تنظیم راه حل‌ها
مقامات، سیاست‌های جایگزین را تنظیم می‌کنند تا به بررسی یک مشکل بپردازند. سیاست‌های جایگزین به اشکال دستورهای اجرایی، حکم‌های دادگاه و اقدامات قانونی تجلی خواهند یافت.

### اتخاذ سیاست
یک جایگزین سیاستی به پشتوانه اکثریت اعضاء مجلس، توافق نظر بین مدیران سازمان‌ها، یا یک حکم دادگاه، اتخاذ می‌شود.

### اجرای سیاست
یک سیاست، توسط آن دسته از واحدهای اجرایی به موقع اجرا گذاشته می‌شود که برای پیروی از سیاست، منابع مالی و انسانی را با هم بسیج می‌کنند.

### ارزیابی سیاست
واحدهای حسابرسی و حسابداری دولت مشخص خواهند کرد که آیا سازمان‌های اجرایی، مجلس قانون‌گذار و دادگاه‌ها تابع شرایط قانونی سیاست و دست‌یابی به اهداف آن هستند یا خیر.
این مراحل بیانگر اقدامات جاری هستند که طی زمان به وقوع می‌پیوندند. هر مرحله‌ای به مرحله بعد مرتبط بوده و آخرین مرحله (برآورد سیاست) نیز به مرحله اول (تهیه دستور کار) و مراحل میانی متصل است که نوع این ارتباط به صورت یک چرخه یا دور غیر خطی از اقدامات است.